# V358 Волка
V357 Волка (лат. V357 Lupi) — одиночная переменная звезда в созвездии Волка на расстоянии (вычисленном из значения параллакса) приблизительно 815 световых лет (около 250 парсеков) от Солнца. Видимая звёздная величина звезды — от +5,28m до +3,61m.

## Характеристики
V357 Волка — красная углеродная** пульсирующая переменная звезда, мирида (M) спектрального класса C. Светимость — около 9000 солнечных. Эффективная температура — около 3282 K.